# OpenCorporates
OpenCorporates est un site Web qui partage des données sur des entités individuelles sous la licence Open Database.  Il a été fondé par Chris Taggart et Rob McKinnon, sous les auspices de leur société, Chrinon, et lancé le 20 décembre 2010,. Il a pour objectif de créer une URL avec des données pour chaque entreprise dans le monde, importer des données gouvernementales relatives aux entreprises et de les associer à des entreprises spécifiques.  

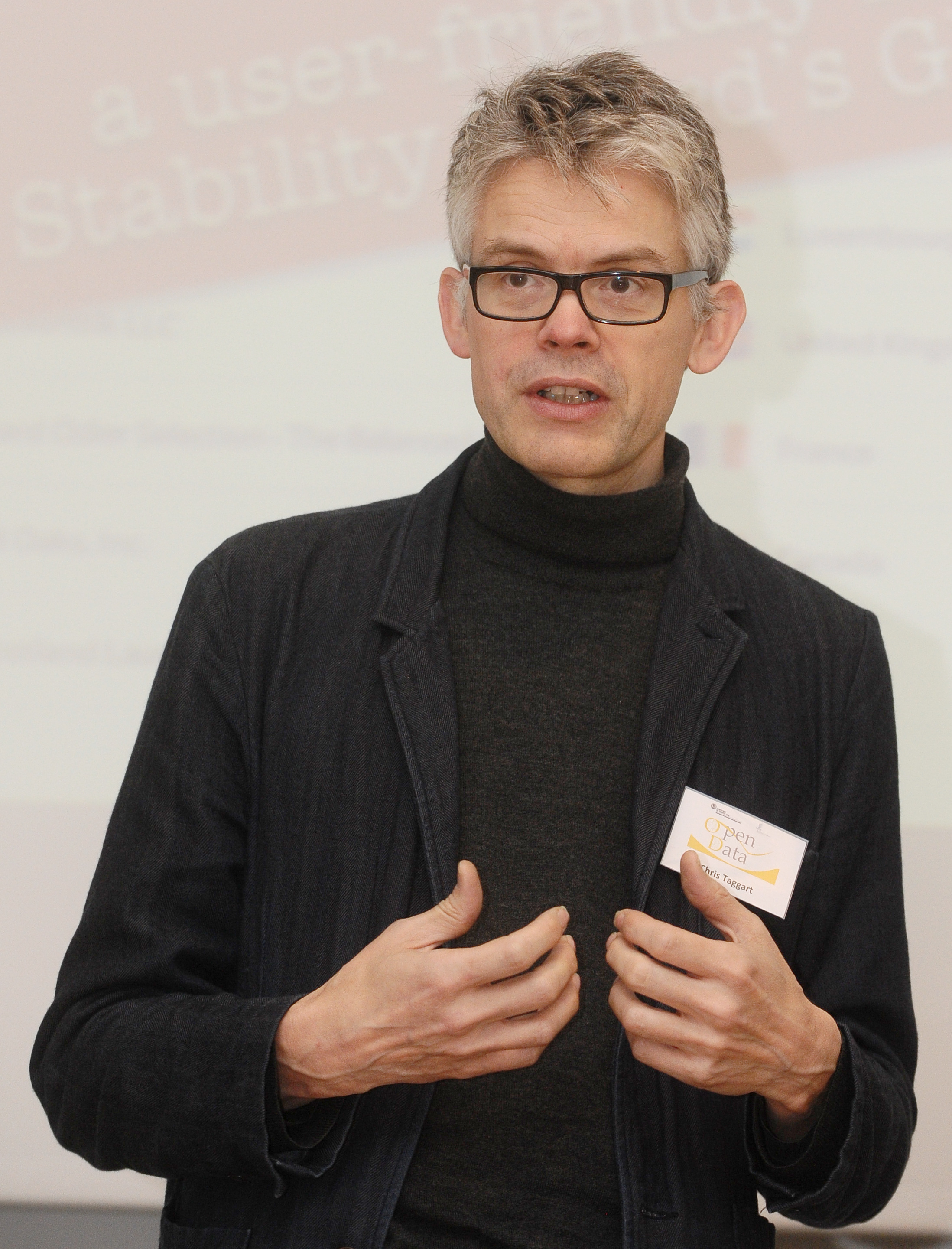
Chris Taggart (photo) a fondé OpenCorporates avec Rob McKinnon

## Liens
- (en) Site officiel
- Ressource relative aux organisations :   - data.gouv.fr